# Uroptychus sagamiae
Uroptychus sagamiae is een tienpotigensoort uit de familie van de Chirostylidae. De wetenschappelijke naam van de soort is voor het eerst geldig gepubliceerd in 2005 door Baba.